# Diospyros whitei
Diospyros whitei là một loài thực vật có hoa trong họ Thị. Loài này được Dowsett-Lemaire & Pannell mô tả khoa học đầu tiên năm 1996.